# إلودي بوشيه
إلودي بوشيه بانغالتر (مواليد 5 أبريل 1973) ممثلة فرنسية اشتهرت بفوزها بجائزة سيزار لأفضل ممثلة واعدة عن فيلم القصب البري للمخرج أندريه تيتشني عام 1994 ، وجائزة أفضل ممثلة عن فيلم حياة حلم الملائكة في مهرجان كان السينمائي عام 1998. كما فازت بجائزة أفضل ممثلة عن فيلم ذنب فولتير في مهرجان كولونيا لأفلام البحر الأبيض المتوسط-2001. عرفت بدور رينيه رين في الموسم الخامس والأخير من البرنامج التلفزيوني الأمريكي إيلياس (2005)، كما لها عدة مشاركات سينمائية منها لعبها دور تيري حيث شكلت ثنائي جميل مع مارينا فويس في فيلم الرومانسي القليل من السعادة (2010).

## روابط خارجية
- إلودي بوشيه على موقع IMDb (الإنجليزية)
- إلودي بوشيه على موقع مونزينجر (الألمانية)
- إلودي بوشيه على موقع ألو سيني (الفرنسية)
- إلودي بوشيه على موقع أول موفي (الإنجليزية)
- إلودي بوشيه على موقع قاعدة بيانات الأفلام السويدية (السويدية)
- إلودي بوشيه على موقع إن إن دي بي (الإنجليزية)
- إلودي بوشيه على موقع ديسكوغز (الإنجليزية)
- إلودي بوشيه على موقع قاعدة بيانات الفيلم (الإنجليزية)
- إلودي بوشيه على موقع كينوبويسك (الروسية)
- French site

\